# Distinktionsprincipen
Distinktionsprincipen är en folkrättslig princip som innebär att krigförande parter måste skilja mellan militära mål (inklusive kombattanter) visavi civil egendom och icke stridande personer. Den innebär också att angrepp bara får riktas mot militära mål. Distinktionsprincipen har ett nära samband med proportionalitetsprincipen. Distinktionsprincipen har bland annat stöd i tilläggsprotokoll I och II till Genèvekonventionerna.